# Rhynchelmis limosella
Rhynchelmis limosella är en art av ringmaskar som beskrevs 1843 av den tyske läkaren och naturvetaren Werner Hoffmeister. Arten ingår i släktet Rhynchelmis och familjen källmaskar. Den är reproducerande i Sverige. Inga underarter finns listade i Catalogue of Life.